# Gobierno de la provincia de Tierra del Fuego, Antártida e Islas del Atlántico Sur
El gobierno de la provincia de Tierra del Fuego, Antártida e Islas del Atlántico Sur hace referencia al poder ejecutivo de esta provincia argentina. El gobernador de la provincia de Tierra del Fuego, Antártida e Islas del Atlántico Sur se elige cada cuatro años en comicios libres, secretos y obligatorios, con posibilidad de una sola reelección.

## Reglamentaciones constitucionales
El poder ejecutivo provincial es ejercido por un ciudadano con el tratamiento de «Señor Gobernador». El gobernador y vicegobernador son elegidos por un período de cuatro años, permitiéndose la reelección por un solo período consecutivo. Los requisitos que deben cumplir para presentarse al cargo son:
1. Tener al menos treinta años de edad.
2. Ser argentino nativo o por opción.
3. Tener residencia en la Provincia durante los cuatro años anteriores inmediatos a la elección, salvo caso de ausencia motivada por servicios a la Nación o a la Provincia, o en organismos internacionales de los que la Nación forma parte.

El gobernador es el jefe del estado provincial, teniendo a su cargo la administración del mismo y la dirección y ejecución de las leyes. Puede nombrar ministros, en el número y competencias que determine la ley.
El vicegobernador es quien preside la legislatura de la provincia y es el encargado de reemplazar al gobernador en caso de acefalía. 

## Política

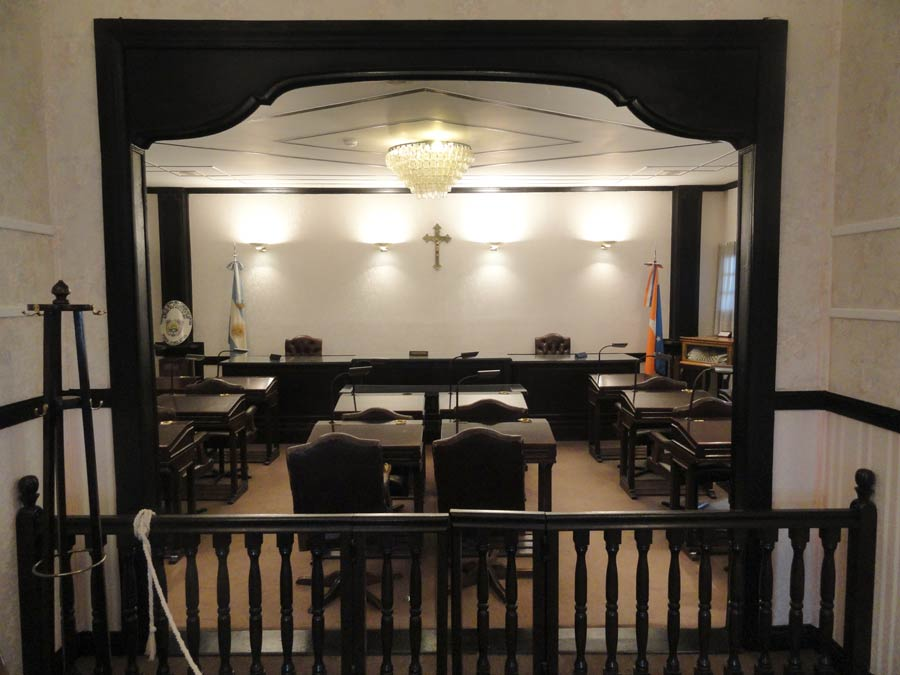
Sede de la legislatura provincial, antigua casa de gobierno.

El Poder Ejecutivo de la provincia de Tierra del Fuego, Antártida e Islas del Atlántico Sur es ejercido por un gobernador elegido cada cuatro años por elección popular directa. El gobernador es asesorado por un cuerpo de ministros que él mismo designa, presididos por un Ministro Coordinador de Gabinete.
El poder legislativo es ejercido por una legislatura compuesta por 17 diputados, presidida por el vicegobernador.
El poder judicial de la provincia es encabezado por el Tribunal Superior de Justicia, y diversas cámaras de apelaciones y juzgados divididos territorialmente en siete jurisdicciones. El interés público es representado por un Ministerio Público Fiscal. El 10 de noviembre de 1993, fue sancionada la ley 110 que establece los tribunales de jurados ciudadanos para entender en ciertas causas criminales. 

## Símbolos

### Escudo
En 1992, bajo la sanción de la Ley 61 se creó el Día del Escudo de la Provincia de Tierra del Fuego, Antártida e Islas del Atlántico Sur. 

### Bandera
La bandera de Tierra del Fuego, Antártida e Islas del Atlántico Sur fue adoptada oficialmente el 9 de noviembre de 1999. Bajo la Ley 458. Donde se declara el 9 de noviembre de cada año Día de la Bandera de la Provincia de Tierra del Fuego, Antártida e Islas del Atlántico Sur, en conmemoración a la fecha de sanción de la Ley Nacional Nº 23.775 por la cual se creó la provincia de Tierra del Fuego, Antártida e Islas del Atlántico Sur en 1990. 

## Autoridades actuales

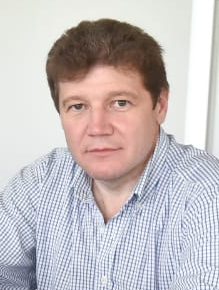
Gustavo Melella, actual gobernador de la Provincia de Tierra del Fuego, Antártida e Islas del Atlántico Sur.

| Cartera                                                                              | Titular           |
| ------------------------------------------------------------------------------------ | ----------------- |
| Ministerio Jefatura de Gabinete                                                      | Agustín Tita      |
| Ministerio de Gobierno, Justicia y Derechos Humanos                                  | Adriana Chapperón |
| Ministerio de Finanzas Públicas                                                      | Francisco Devita  |
| Ministerio de Obras y Servicios Públicos                                             | Gabriela Castillo |
| Ministerio de Producción y Ambiente                                                  | Sonia Castiglione |
| Ministerio de Salud                                                                  | Judith Di Giglio  |
| Ministerio de Desarrollo Humano                                                      | Verónica González |
| Ministerio de Educación, Cultura, Ciencia y Tecnología                               | López Silva       |
| Ministro de Trabajo y Empleo                                                         | Marcelo Romero    |
| Ministerio de Malvinas, Antártida, Islas del Atlántico Sur y Asuntos Internacionales | Andrés Dachary    |